# Рімат-Хазм
Рімат-Хазм (англ. Rimat Hazm, араб. ريمة حازم) — поселення в Сирії, що складає невеличку друзьку общину в нохії Ес-Сувейда, яка входить до складу однойменної мінтаки Ес-Сувейда в південній сирійській мухафазі Ес-Сувейда.